# Róbert Jež (1981)
Róbert Jež (* 10. července 1981, Nitra) je bývalý slovenský fotbalový záložník a reprezentant.
Jeho otcem je československý fotbalista a dlouholetý hráč Nitry Róbert Jež.[zdroj?]

## Klubová kariéra
Svoji fotbalovou kariéru začal v domovském klubu FC Nitra, kde se v červenci 1998 dostal do A-mužstva. V červenci 2000 přestoupil do českého klubu FC Viktoria Plzeň, který jej na podzim 2004 poslal na půlroční hostování do Marily Příbram.
V červenci 2005 se vrátil na Slovensko do MŠK Žilina, s nímž vyhrál dvakrát ligový titul (v sezónách 2006/07 a 2009/10). V roce 2011 odešel zkusit štěstí do Polska, prošel kluby Górnik Zabrze, Polonia Warszawa a Zagłębie Lubin. 4. prosince 2013 jej napadli fanoušci Zagłębie. Motivem byly zřejmě špatné výsledky hráčů klubu v Ekstraklase, kde fandové skandovali: „Nechce se vám hrát, budete se bát. Když vás chytíme, nohy vám zlámeme.“ Hráč vyvázl z incidentu bez vážnějšího zranění. Tato nepříjemná zkušenost ale urychlila odchod hráče ze Zaglebie.
Robert se následně v lednu 2014 zúčastnil tréninku jiného polského prvoligového týmu Górnik Zabrze, kde již v minulosti působil. 9. ledna podespal s Górnikem dvouletou smlouvu. Po zápase s Jagiellonií Białystok v srpnu 2014 (výhra 3:0), v němž dvakrát skóroval a byl nejlepším hráčem, dostal od pracovníka klubu kohouta.
V lednu 2016 po skončení smlouvy s Górnikem posílil slovenský prvoligový klub FC Spartak Trnava. Měl sice od polského klubu nabídku na prodloužení smlouvy, ale touha po návratu do domoviny byla silnější.
V červnu 2016 ukončil kvůli zdravotním problémům profesionální hráčskou kariéru.

## Reprezentační kariéra
V A-mužstvu Slovenska debutoval 16. října 2007 v Rijece v přátelském utkání proti domácímu týmu Chorvatska, kde nastoupil v průběhu druhého poločasu (prohra 0:3). Celkem odehrál v letech 2007–2012 za slovenský národní tým 9 zápasů a vstřelil 3 góly.

### Reprezentační zápasy
Zápasy Róberta Ježe za A-mužstvo Slovenska
| Rok    | Zápasy | Góly |
| ------ | ------ | ---- |
| 2007   | 1      | 0    |
| 2008   | 2      | 1    |
| 2009   | 1      | 1    |
| 2010   | 0      | 0    |
| 2011   | 4      | 1    |
| 2012   | 1      | 0    |
| Celkem | 9      | 3    |